# ツインビーンズ
『ツインビーンズ』は、星里もちるによる日本の漫画。小学館の『ビッグコミックオリジナル』1992年第22号で1回、『ビッグコミックオリジナル増刊』1993年8月号で1回掲載された。全2話。
双子の娘とマジシャンの父親の織りなす親子のハートフルストーリー、といった感のある作品となっている。

## あらすじ
おばちゃんに人気のマジシャン、羽佐間道彦のもとに現れた双子の女の子。彼女たちから差し出された前妻からの手紙には、双子は道彦の娘であることなどが記されていた。前妻の面影の残る面立ちを見て、やむなく双子と同居することにした道彦であった。

## 登場人物
羽佐間 道彦（はざま みちひこ）
オバ様方に人気のマジシャン。ファンの間での通称は「ミチ様」。前妻に裏切られてからは、人を信用しない主義である。また、他人には女は信用しない主義であると発言している。当初は押しつけられた形の2人の娘を自分の子供であるかどうかすら疑問に感じていたが、共に暮らす中で自分の娘として考えるようになり、父親としての自覚も持つようになる。
羽佐間 奈月（はざま なつき）
道彦の娘。10歳。アメリカで暮らしていたためか、英語も堪能である。道彦によれば、行動派であるらしい。作中では奈月は語尾に「〜じゃ」とつけるなど河内弁風の話し方をしている。
羽佐間 葉月（はざま はづき）
道彦の娘。10歳。アメリカで暮らしていたためか、英語も堪能である。道彦によれば、気取り屋であるらしい。作中では葉月はおおむね標準語を話す。
美津子
道彦の前妻。現在の姓は不明。男とアメリカに逃げてしまった、との記述が作中にあるがそれ以上の表記はなく、厳密には離婚をしたのかどうかは不明。道彦が、奈月と葉月を自分の子供かどうか疑っているところや双子の年齢から考えると、妊娠中あるいは妊娠発覚前に逃げたと推測される。手紙と共に双子の娘を道彦の元に寄越してきた張本人。人物自体は作中に登場しない。

## 単行本
『ツインビーンズ』としての単行本は発刊されていない。星里もちるの単行本『オムライス』第5巻に収録されている。
- 収録単行本：オムライス 第5巻 2000年2月1日 ISBN 4-09-184239-9